# Inachus
Inachus es un género de crustáceos decápodos de la familia Inachidae.

## Especies
Se reconocen las siguientes especies:
- Inachus dorsettensis
- Inachus leptochirus
- Inachus phalangium
- Inachus gaditanus